# Springfield (condado de Dane, Wisconsin)
Springfield es un pueblo ubicado en el condado de Dane en el estado estadounidense de Wisconsin. En el Censo de 2010 tenía una población de 2734 habitantes y una densidad poblacional de 29,2 personas por km².

## Geografía
Springfield se encuentra ubicado en las coordenadas 43°9′42″N 89°32′43″O / 43.16167, -89.54528. Según la Oficina del Censo de los Estados Unidos, Springfield tiene una superficie total de 93.62 km², de la cual 93.05 km² corresponden a tierra firme y (0.61%) 0.57 km² es agua.

## Demografía
Según el censo de 2010, había 2734 personas residiendo en Springfield. La densidad de población era de 29,2 hab./km². De los 2734 habitantes, Springfield estaba compuesto por el 95.9% blancos, el 0.37% eran afroamericanos, el 0.18% eran amerindios, el 1.21% eran asiáticos, el 0.04% eran isleños del Pacífico, el 1.39% eran de otras razas y el 0.91% pertenecían a dos o más razas. Del total de la población el 3.37% eran hispanos o latinos de cualquier raza.